# Château de Saint-Martin de Toques
Le château de Saint-Martin de Toques est un château situé à Bizanet, en France.

## Description
Le Château de Saint-Martin de Toques, est un édifice médiéval perché sur un promontoire rocheux, offrant une vue panoramique sur les Corbières. Construit entre les XIIe et XIVe siècles, ce château fort servait à surveiller les routes stratégiques reliant la vicomté de Narbonne à la région des Corbières.

## Localisation
Le château est situé sur la commune de Bizanet, dans le département français de l'Aude. Il se trouve à environ 2,4 km de l'abbaye de Fontfroide. Il est localisé au sud de la commune, à proximité de la D613, une route importante reliant les différents points d'intérêt de la région.

## Historique
Vers 1020, un Guillelmus Hibrini rend hommage et prête serment de fidélité au vicomte de Narbonne et à sa femme pour les châteaux de Durban et de Saint-Martin-de-Toques. Il faisait probablement partie de la famille de Durban qui faisait partie de l'entourage de la maison de Narbonne
Le château se distingue par son architecture robuste et ses ruines imposantes qui témoignent de son rôle militaire. On peut y observer les restes de ses murailles, avec des éléments de fortification en pierre caractéristiques de l'époque féodale. L'enceinte comporte également une chapelle mentionnée pour la première fois en 1360, mais dont la construction pourrait remonter au XIe ou XIIe siècle, avec des arcs rappelant l'architecture cistercienne.
Malgré son état partiellement en ruines, certains bâtiments ont été restaurés par des propriétaires privés, notamment depuis les années 1990, après une longue période d’abandon à partir du XVIIe siècle. Le château est inscrit aux Monuments Historiques depuis 1926 et continue de dominer le paysage avec sa silhouette emblématique

## Château actuel
Aujourd'hui non habité, le château reste un témoignage des fortifications médiévales qui dominaient la région. Bien que l'édifice ait été en partie détruit au fil du temps puis restauré, certaines structures comme les murs nord-est ou la cour subsistent et rappellent le passé cistercien et féodal du site. La chapelle du château, mentionnée pour la première fois en 1360, semble avoir des origines plus anciennes. Le site est privé, mais fait partie du patrimoine culturel de la région.